# River Ailort
River Ailort ist ein etwa fünf Kilometer kurzer Fluss in der Council Area Highland in den schottischen Highlands, der Loch Eilt mit dem Meer verbindet.

## Beschreibung
Etwa 500 Meter nach dem Ursprung des Flusses befindet sich der kleine, aber tiefe See Lochan Dubh. Hier war einst ein sehr beliebter Platz zum Angeln, besonders Meerforellen und Lachse wurden hier gefangen. Seit den späten 1980er Jahren gingen die Zahlen der gefangenen Fische stark zurück, da parasitäre Caligidae (englisch sea lice) durch Lachsfarmen in Lochailort in das Gewässer gelangten.
Der Fluss wird gelegentlich von Kanu- und Kajakfahrern befahren.

## Belege
1. ↑  Loch Eilt: Informationen des UK Centre for Ecology and Hydrology
2. ↑  River Ailort. In: www.lochaberfish.org.uk. Lochaber Fisheries Trust, abgerufen am 29. Oktober 2017 (englisch).
3. ↑  Douglas Fraser: Scottish salmon farming’s sea lice 'crisis'. BBC, 14. Februar 2017, abgerufen am 29. Oktober 2017 (englisch).
4. ↑  Bruce Sandison: Rivers and Lochs of Scotland 2013/2014 Edition: The Angler’s Complete Guide. Black & White Publishing, 2013, ISBN 978-1-84502-712-4 (eingeschränkte Vorschau in der Google-Buchsuche).
5. ↑  Bridget Thomas (Hrsg.): Scottish White Water: The Sca Guidebook (Scottish Canoe Association). Pesda Press, 2004, ISBN 978-0-9547061-1-1, S. 131 f. (eingeschränkte Vorschau in der Google-Buchsuche).